# Мабулулу
Агоштиньо Кристован Пасиенсия или Мабулулу (на португалски: Agostinho Cristóvão Paciência; Mabululu) е анголски и футболист, играещ като нападател за египетския Ал-Итихад  и националния отбор на Ангола. Участник в Купата на африканските нации 2019 и Купата на африканските нации 2023. През 2024 вкарва три гола за отбора си (един срещу Алжир при равенството 1:1, първия гол за отбора си срещу Буркина Фасо за победата с 2:0 и първия гол на 1/8 финала срещу Намибия за победата с 3:0).

## Успехи
Примейро де Агосто (Луанда)
- Жирабола
  -  Шампион на Ангола (1): 2019
- Купа на Ангола
  -  Носител (1): 2019
- Суперкупа на Ангола
  -  Шампион на Ангола (1): 2019

 Петро Атлетико (Луанда)
- Купа на Ангола
  -  Носител (2): 2012, 2013
- Суперкупа на Ангола
  -  Шампион на Ангола (1): 2013